# Śluzopępka dwuzarodnikowa
Śluzopępka dwuzarodnikowa (Fayodia gracilipes (Britzelm.) Bresinsky & Stangl) – gatunek grzybów z rodziny uszakowatych (Auriculariaceae).

## Systematyka i nazewnictwo
Pozycja w klasyfikacji według Index Fungorum: Fayodia, Incertae sedis, Agaricales, Agaricomycetidae, Agaricomycetes, Agaricomycotina, Basidiomycota, Fungi.
Po raz pierwszy opisał go w 1890 r. Max Britzelmayr, nadając mu nazwę Agaricus gracilipes. W 1974 r. Andreas Bresinsky i Johan Stangl przenieśli go do rodzaju Fayodia. Pozostałe synonimy naukowe.
- Clitocybe gracilipes (Britzelm.) Sacc. 1895
- Omphalia gracilipes (Britzelm.) Sacc. & Traverso 1911

Polską nazwę zarekomendował Władysław Wojewoda w 2003 r.

## Charakterystyka
Grzyb kapeluszowy o niewielkich owocnikach. Kapelusz o średnicy mniejszej niż 2 cm, początkowo wypukły, z wiekiem wyprostowujący się, higrofaniczny; w stanie wilgotnym szary do beżowego, w stanie suchym kremowobiały. Powierzchnia gładka, błyszcząca. Blaszki białawe, kremowe, czasami z łososiowymi tonami. Trzon włóknisty, kruchy. Miąższ biały, twardy, o przyjemnym, grzybowym zapachu.
Występujący w siedliskach alpejskich i subalpejskich. Jest grzybem trującym.
Podobny twardzioszek przydrożny (Marasmius oreades) występuje w siedliskach bardziej umiarkowanych. Odróżnia się także gorzkim zapachem migdałów i elastycznym, gumowatym trzonem.

## Występowanie i siedlisko
Występuje w Ameryce Północnej i Południowej, Europie, Azji i Australii. W Polsce do 2003 r. podano dwa stanowiska, w późniejszych latach wiele następnych. Aktualne stanowiska podaje także internetowy atlas grzybów. Znajduje się w nim na liście gatunków zagrożonych i wartych objęcia ochroną.
Grzyb naziemny występujący w lasach wśród mchów. Jest grzybem trującym.